# 景山路
景山路是中國廣東省珠海市的一条道路，位于香洲區，馬路呈南北走向。南邊從九洲大道东和九洲大道中的交界開始，一直向北去到海濱南路和海濱北路的交界处。该道路有“珠海华尔街”之称。

## 概要
全長3.6公里，宽36米，雙向6車道。

## 命名
该道路于1984年通车，因為附近有景山公園，所以命名至今。

## 历史事件
1992年邓小平南巡珠海时，路过该道路。

## 經過的道路
这条路的顺序是由南到北排列，其中加粗的字为主幹道：
- 水湾路
- 九洲大道中、九洲大道東
- 园林路
- 吉大路、白莲路
- 海濱南路、海濱北路